# Wojciech Jastrzębowski (przyrodnik)

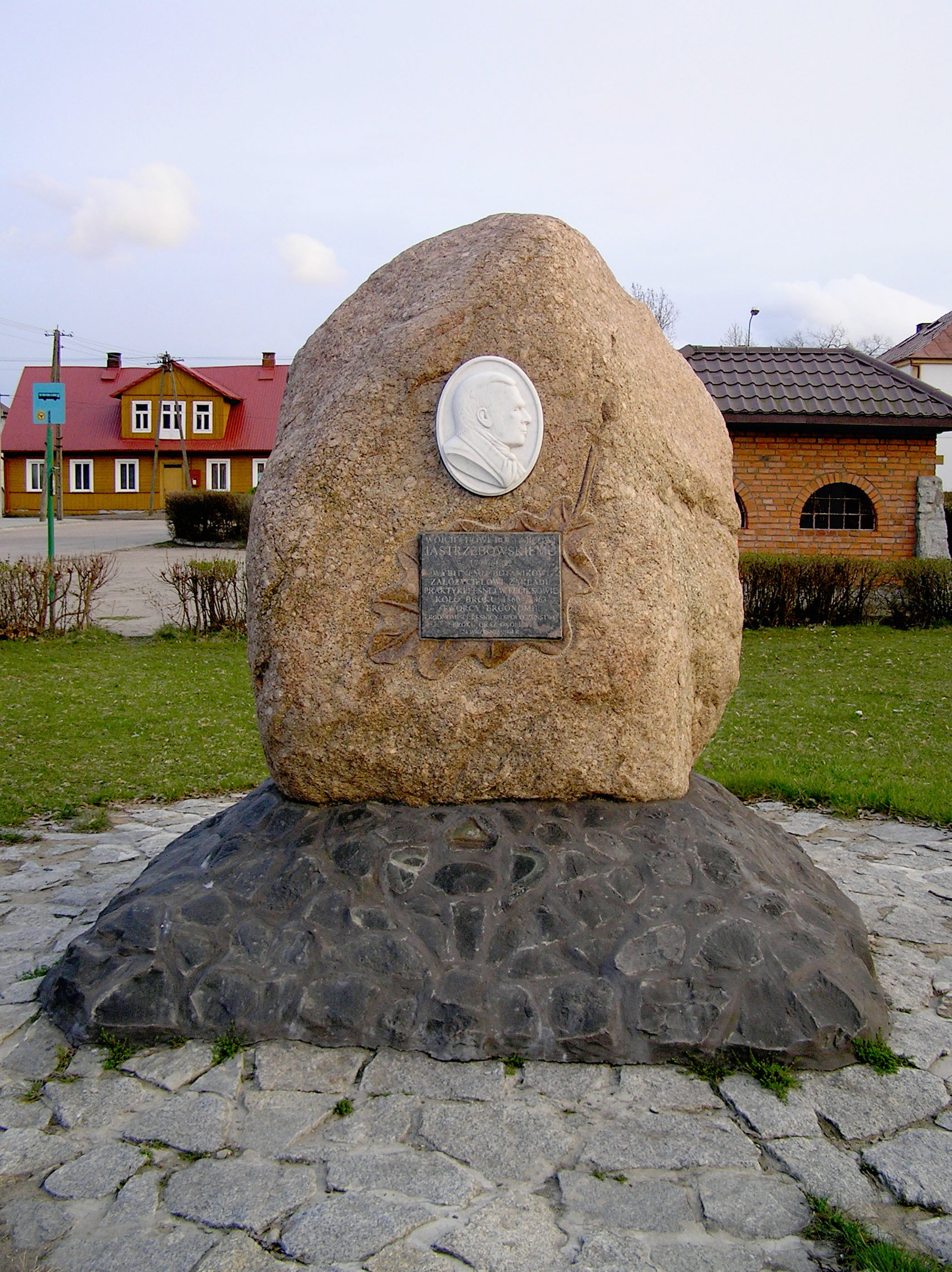
Pamiątkowa tablica w Broku

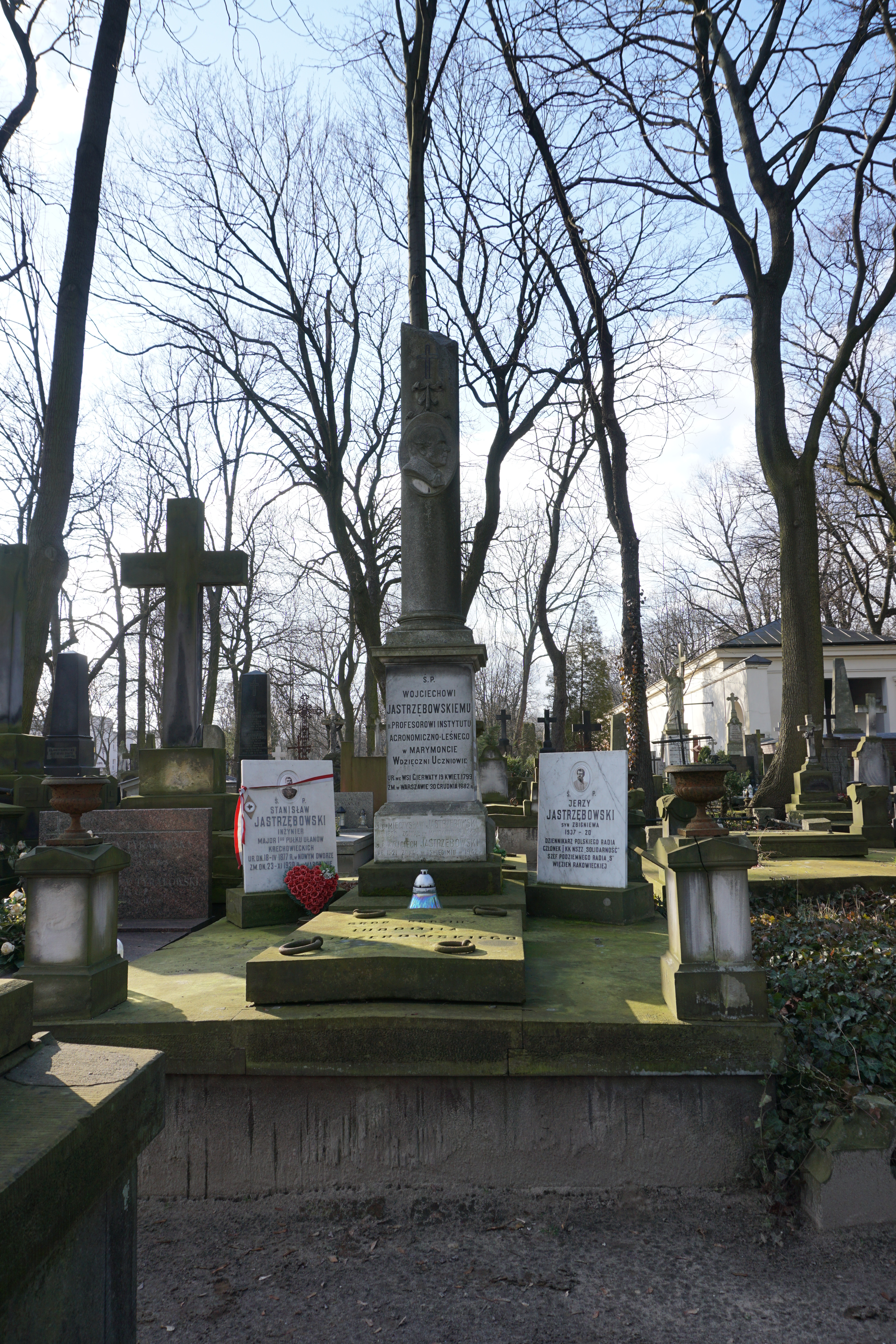
Grób Wojciecha Jastrzębowskiego na cmentarzu Powązkowskim

Wojciech Bogumił Jastrzębowski (ur. 15 kwietnia lub 19 kwietnia 1799 w Szczepkowie-Giewartach koło Mławy, zm. 30 grudnia 1882 w Warszawie) – polski przyrodnik, pedagog i krajoznawca, profesor botaniki, fizyki, zoologii i ogrodnictwa w Instytucie Gospodarstwa Wiejskiego i Leśnictwa na Marymoncie koło Warszawy. Jeden z twórców ergonomii.

## Życiorys
Pochodził ze starej szlachty herbu Pobóg, której gniazdem jest wieś Janowiec-Jastrząbki w parafii Janowiec Kościelny na Pobożanach. Jego ojciec Maciej Jastrzębowski, syn Baltazara, ożenił się w 3 maja 1780 z Marianną Leśnikowską, dziedziczką części wsi Szczepkowo-Giewarty. Wkrótce po ślubie przeniósł się do dóbr swej żony. Znakomita większość ich dzieci, w tym Wojciech Bogumił, została ochrzczona w pobliskim miasteczku Janowo nad Orzycem w powiecie przasnyskim. Jedynie metryki syna Jana w 1788 i córki Franciszki w 1791 zostały odnotowane w rodzimej parafii. Maciej Jastrzębowski zmarł dnia 26 września 1807 w Szczepkowie-Giewartach podczas epidemii „biegunki”.
Uczył się w szkole elementarnej w Janowie, a następnie w szkole wojewódzkiej w Płocku. Od 1816 uczęszczał do Liceum Warszawskiego, gdzie zdał maturę. Następnie studiował na Wydziale Nauk Przyrodniczych Uniwersytetu Warszawskiego. Utrzymywał się głównie z udzielania korepetycji, dopiero pod koniec nauki został laborantem w gabinecie fizycznym. Studia ukończył z odznaczeniem w 1825. Od 1828 był adiunktem-naturalistą na Uniwersytecie Warszawskim.
Brał udział w powstaniu listopadowym jako artylerzysta. Uniknął zsyłki, jednak przez dłuższy czas nie mógł znaleźć pracy. Dopiero w 1836 został profesorem w Instytucie Agronomicznym, w którym zdobył sobie ogromne uznanie kolejnych roczników studentów – za ogromną wiedzę praktyczną i zaangażowanie w proces dydaktyczny, ale również za bezpośredniość i gorący patriotyzm. W procesie dydaktycznym stosował metody poglądowe, prowadząc ze studentami badania terenowe i angażując ich do gromadzenia zbiorów botanicznych i mineralogicznych. W czasie wakacji odbywał ze studentami wędrówki po wzorowo prowadzonych majątkach ziemskich, w których zapoznawał ich z nowoczesnymi metodami upraw rolnych, hodowlą i przemysłem spożywczym.
Członek honorowy Towarzystwa Rolniczego w Królestwie Polskim w 1858.
Na skutek wzmagającej się krytyki władz uczelni podał się do dymisji w 1858. Początkowo przyjął stanowisko inspektora szkoły powszechnej przy ul. Rymarskiej w Warszawie, później został komisarzem leśnym w powiecie łomżyńskim. Następnie utworzył Zakład Praktyki Leśnej, będący pierwszą instytucją doskonalenia zawodowego dla leśników, oraz wzorcową szkółkę leśną, zlokalizowane w Feliksowie w okolicach Broku. Zajmował się również propagowaniem nasadzeń ochronnych wzdłuż linii kolejowych. W 1874 przeszedł na emeryturę. W tym czasie założył w Warszawie na Czystem plantację rzadkich w Polsce gatunków drzew. Po śmierci spoczął na warszawskich Starych Powązkach (kwatera 162-5-16/17). Na jego grobie ustawiono marmurowy obelisk z płaskorzeźbą dłuta Andrzeja Pruszyńskiego.
Był m.in. autorem zegara słonecznego w warszawskich Łazienkach oraz twórcą urządzenia Do określania kompasów na jakiejkolwiek bądź przestrzeni i w każdym położeniu. Członek Towarzystwa Warszawskiego Przyjaciół Nauk (od 1828 r.), Towarzystwa Naukowego Krakowskiego (od 1849 r.), Kieleckiego Towarzystwa Rolniczego oraz Towarzystwa Rolniczego we Lwowie. Członek korespondent Galicyjskiego Towarzystwa Gospodarskiego (1857–1882). Był członkiem honorowym Poznańskiego Towarzystwa Przyjaciół Nauk. 

## Życie prywatne
Był żonaty z Anielą z d'Cherów. Miał pięć córek i dwóch synów. 
Jego wnukiem był Wojciech Jastrzębowski (1884–1963), plastyk, senator II RP, profesor.

## Publikacje
Był encyklopedystą. Wymieniony został jako redaktor Encyklopedii obrazowej systematycznej wydanej w Warszawie w latach 1835–1838.
W. Jastrzębowski był autorem szeregu artykułów oraz książek, m.in.:
- Kompas polski[11] (1843),
- Historia naturalna w 2 tomach (1848, 1849),
- Mineralogia[12] (1851),
- Rośliny polskie (1873)[4].
- Był też autorem pionierskiej rozprawy ergonomicznej Rys ergonomji czyli nauki o pracy, opartej na prawdach poczerpniętych z Nauki Przyrody (1857).
- Napisał też Traktat o Wiecznym Przymierzu Między Narodami Ucywilizowanymi – Konstytucja dla Europy (1831, patrz niżej).

## O wiecznym pokoju między narodami
Wojciech Jastrzębowski podczas przerw w walkach o obronę Warszawy w bitwie o Olszynkę Grochowską (25 lutego 1831) sformułował tekst, który można określić jako projekt pierwszej w historii konstytucji zjednoczonej Europy jako jednej republiki bez wewnętrznych granic, z jednolitym prawodawstwem oraz organami władzy złożonej z przedstawicieli wszystkich narodów. Projekt ten O wiecznym pokoju między narodami – Wolne chwile żołnierza polskiego, czyli myśli o wiecznym pokoju między narodami cywilizowanymi, (w skrócie zwany „O wiecznym pokoju między narodami”) składał się z 77 artykułów. Został opublikowany 3 maja 1831 r. w rocznicę majowej Konstytucji. Jastrzębowski napisał m.in.:
„wszystkie narody europejskie mają się wyrzec swojej wolności i zostać niewolnikami praw, wszyscy monarchowie mają być odtąd tylko stróżami i wykonawcami tychże praw i nie tytułować się inaczej tylko ojcami narodów”.

## Upamiętnienie
- Tablice pamiątkowe, poświęcone W. Jastrzębowskiemu, znajdują się w Warszawie: w kościele św. Krzyża, na budynku Państwowego Pogotowia Opiekuńczego oraz elewacji Pałacu Staszica[14].
- W 2004 r. w Broku odsłonięto pomnik Jastrzębowskiego[15].
- W województwie mazowieckim znajduje się ścieżka rowerowa nazwana imieniem Jastrzębowskiego. Biegnie od Ostrowi Mazowieckiej do Broku[16].
- Ulice Wojciecha Jastrzębowskiego znajdują się w Będzinie[17] i na warszawskim Ursynowie[18].
- Od 29 grudnia 2014, za zasługi w działalności państwowej, samorządowej, gospodarczej, kulturalnej, społecznej na rzecz rozwoju gminy Janowo, jest nadawana Odznaka Honorowa im. Wojciecha Bogumiła Jastrzębowskiego[19].
- W dniu 8 grudnia 2017 r. przez Olgierda Łukaszewicza ustanowiona została fundacja pod nazwą „My Obywatele Unii Europejskiej – Fundacja im. Wojciecha B. Jastrzębowskiego”[20].
- Z inicjatywy Fundacji My Obywatele Unii Europejskiej im. Wojciecha B. Jastrzębowskiego Senat RP przyjął w dniu 18 czerwca 2020 r. uchwałę o znaczeniu edukacji europejskiej, w której rekomenduje Wojciecha Bogumiła Jastrzębowskiego jako patrona polskiej edukacji proeuropejskiej[21].